# 曹弘 (正德進士)
曹弘（1483年—？），字毅之，號方湖，直隸常州府江陰縣人，民籍，明朝政治人物。

## 生平
正德十一年（1516年）丙子科應天府鄉試第十八名舉人。正德十二年（1517年）中式丁丑科會試第二百五十四名，登第三甲第二百名進士。兵部观政，初授江西南丰县知县，擢山东道监察御史，嘉靖五年（1526年）巡按四川，清理軍伍，不久以母亲年老，请求終养归乡，卒于家。

## 家族
曾祖曹安道；祖父曹暠，贈工部員外郎；父曹忠，曾任工部郎中。母趙氏（封宜人）。慈侍下。